# 2019年印巴邊境衝突
2019年2月26日，印度空軍的12架幻象2000戰鬥機飛越克什米尔印巴停火线，对巴基斯坦进行空袭。印度宣稱空襲為報復兩星期前的普爾瓦馬襲擊。
2月26日，印度方面表示，印军戰機空襲一個位於巴拉科特的穆罕默德軍武裝分子營地，擊斃至少350名武裝分子後返回印度領空，途中沒有與巴基斯坦空軍發生衝突。巴基斯坦方面表示，印军战机侵入穆扎法拉巴德附近的巴基斯坦领空，巴方戰機緊急升空以作回應，并逼使印度軍機返回其領空。期間印方丟下戰機的部分負荷。巴基斯坦表示印军空袭未造成任何人员傷亡。
2月27日，印巴双方再次在克什米尔地区展开空战。巴基斯坦方面表示，巴基斯坦空军在军事行动中击落了两架印军战机，两机分别坠毁在克什米尔巴控区和印控区，并俘虏了一名印度飞行员。印方其后确认，印军1架米格-21战斗机被巴方击落，1名飞行员被巴军俘虏，另有1架战机在克什米尔印控区坠毁。3月1日印度宣稱擊落一架巴基斯坦空軍F-16战斗机，并公开AIM-120先進中程空對空飛彈残骸照片，但并未提供被击落的巴军F-16战机残骸。美国方面则于4月4日证实巴方F-16战机并未受到损失。
事件過後，印巴两軍在克什米尔停火线附近不断向对方展开炮击，巴基斯坦表示炮战造成巴方平民至少4人死亡、11人受伤。
是次空襲是48年來首次有印度和巴基斯坦軍機飛越停火線，亦是兩國擁有核武器後首次正面衝突。

## 背景
2019年2月14日，載有印度中央后备警察部队隊員的車隊在查谟-克什米尔邦普爾瓦馬縣利法普勒的查謨斯利那加國家高速公路遭遇汽車自殺式炸彈襲擊，造成超過46人死亡，兇手被確認是來自巴控克什米爾。一個活躍於巴基斯坦的伊斯蘭組織──穆罕默德軍承認策劃襲擊。巴基斯坦政府譴責襲擊，但否認與襲擊事件有關。
是次空襲乃發生在2019年印度大選的前夕，2月19日，巴基斯坦總理認為印度政府有意以是次空襲來攻擊巴基斯坦，提高政府威信，為在選舉中爭取更多籌碼，但印度政府否認有關指控。
據報穆罕默德軍的大量新兵和訓練員等武裝分子撤出自由克什米爾，轉移陣地到接壤自由克什米爾和开伯尔-普赫图赫瓦省省界的巴洛角。根據維基解密，美國國防部的一份2004年報告指出巴洛角乃「一已知藏有訓練初級和高級恐怖分子的營地，訓練內容包括爆炸品和大炮」。印度情報局宣稱訓練營裝扮成渡假營，距離巴洛角約20公里，位於一小山山頂的叢林，訓練營可以容納500至700名恐怖分子，且擁有一個游泳池，駐有廚師和清潔工。不過西方國家的情報人員質疑如此大規模的訓練營是否存在，並指巴基斯坦早已不再營運此類營地。當地村民表示營地已經在數年前改建為伊斯蘭學校，可以看到學生出入。

## 經過

### 印军越境空袭

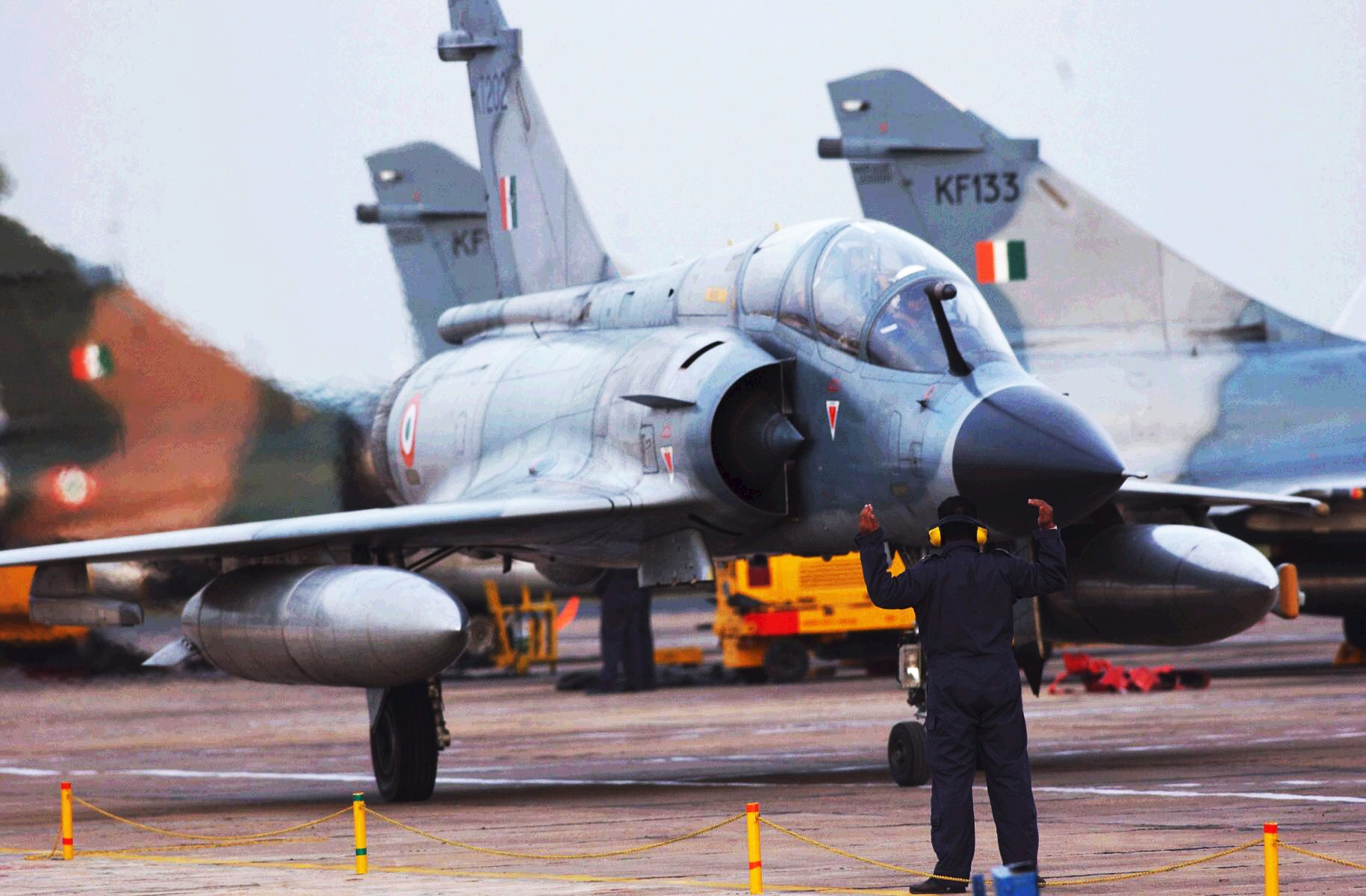
在瓜廖爾空軍基地的印度幻象2000戰鬥機

2019年2月26日，印度空軍的12架幻象2000戰鬥機于凌晨3:30左右越過印巴控制线轰炸巴拉科特、穆扎法拉巴德和Chakothi地区的穆罕默德軍营地。印度外长稱空袭为“非军事、先发制人的空袭”，这是自1971年印巴战争以来印度首次空襲巴基斯坦領土。
印军幻象2000战机携带了SPICE 2000和突眼飛彈，另外有四架Su-30MKI戰鬥機、Netra無人機和A-50預警機（Phalcon）、一架IAI苍鹭无人机和两架伊尔-78空中加油机參與。印度方面声称，幻象2000在巴基斯坦境内空襲後返回印度，同時巴基斯坦的F-16緊急升空，但印度軍機早已飛離，兩軍未爆發空戰据印度媒体称，穆罕默德軍营地被夷为平地，约有350名武装分子被杀。
这次空襲受到巴基斯坦的质疑。在巴基斯坦召開的記者會上，巴基斯坦三軍公共關係部（ISPR）发言人阿西夫·卡夫尔少将表示，在2月26日凌晨发现三支印度空軍部隊接近巴基斯坦边境。他补充说，有两支队伍没有越过边界，但有一隻队伍从穆扎法拉巴德附近的Kiran Valley越过實際控制线，并在越境三分钟内被巴基斯坦空军（PAF）拦截。隨後巴方戰機將印度空軍驅趕回實際控制線印方一側。巴军方发言人声称，印度战机在遭到驱离逃离巴控克什米尔地区时，匆忙抛弃了有效载荷。印度战机闯入克什米尔没有人员伤亡和损失。随后卡夫尔少将公布印度抛弃的载荷照片。
事后，印度在印巴實際控制線印方一側的防空系统处于警戒状态，以应对巴基斯坦空军任何可能的报复行为。

### 巴军越境空袭

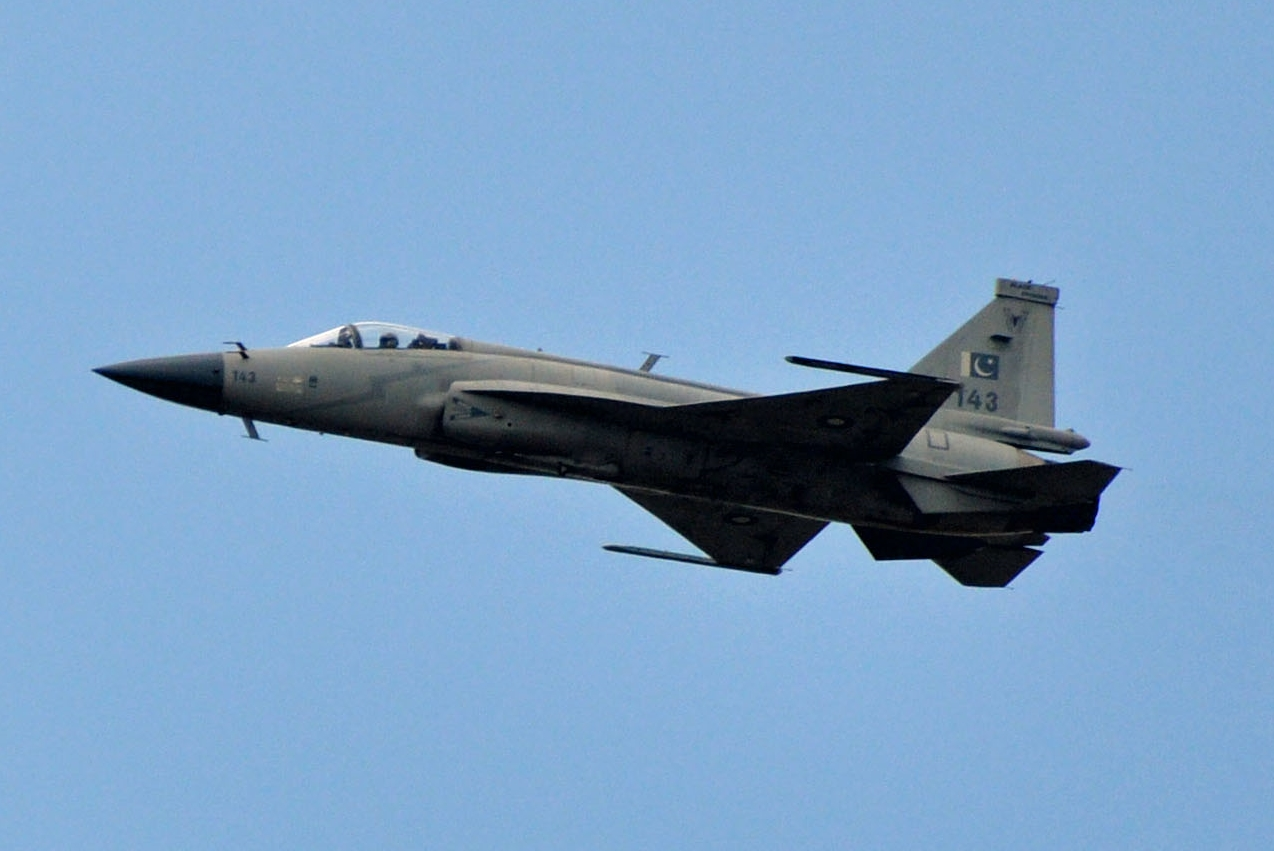
巴基斯坦空军的JF-17“雷电”战斗机（枭龙战机）。

2月27日，印巴两国又在克什米尔上空爆发空战。巴空军发言人宣称，巴空军空袭了印控克什米尔一侧目标。印军战机追击至巴方一侧后，两架被击落。一架坠毁在印方一侧，另一架坠毁在巴方一侧。印度共有2名飞行员被俘，一人被送往医院，另一人正被收押。巴军方发言人其后澄清表述指，“目前只有一名飞行员被巴基斯坦军方俘虏。空军中校阿比南丹·瓦塔曼正按照军事医疗伦理接受治疗。”
印度方面证实，一架印度米格-21Bison战机在巴控克什米尔坠毁，一名飞行员被俘。印度警方确认，另有一架印军米-17直升机在印控克什米尔的Bugdam地区坠毁，距离巴方宣称的印方第二架战机坠机地点非常近。由于巴方声称的第二架印军战机的坠机点位于印控克什米尔，巴方无法调查取证。而这架米-17的任务被认为极有可能是救援附近被巴基斯坦空军击落的另一架坠落于印控区的印度战机。
27日下午，印度外交部发言人库马尔表示，“一架巴基斯坦战机被印军米格-21战机击落”，但没有透露被击落的巴军战机型号。印度方面其后聲稱擊落一架巴军F-16战斗机，并表示其残骸坠毁到巴控区一侧。巴基斯坦发言人27日表示，“印度一些媒体声称印度击落了F-16，纯属无稽之谈，因为今天的行动中巴基斯坦方面并未动用任何一架F-16战斗机”。3月1日，印度空军在发布会上声称并展示在印控克什米尔地区找到的一发美制AIM-120先進中程空對空飛弹残骸，但并未提供被击落的巴军F-16战机残骸。
当日空战后，印度宣布列城、查谟、斯利那加、帕坦科特进入高度戒备状态，所有商业航班停止运营。巴基斯坦也暂停了伊斯兰堡、拉合尔等至少五座机场的航班。

### 印巴地面行动
2月27日，巴基斯坦在对印空袭数小时后开始炮击克什米尔地区的印度据点。巴基斯坦使用包括120毫米迫击炮在内的重型武器，向查谟、蓬奇、拉贾乌里三个地区的12个地点发动了猛烈炮击。印度方面表示，事件造成5名印度士兵受伤，其中2人已送往医院，另外3人只是轻伤。另有2间房屋遭到损毁。
随后印度军方用迫击炮还击，并击落巴基斯坦军方一架无人机。巴基斯坦警方表示，印军使用迫击炮击中住宅区，致6名平民死亡，数人受伤，其中遇难者包括儿童。
克什米尔地面炮战后，印巴两军开始向克什米尔地区增兵坦克、重型火炮和装甲车等机械化部队。巴基斯坦民航局27日下午正式宣布关闭巴基斯坦领空，所有民航航班停飞，直到接到后续通知为止。

### 后续发展
3月1日晚间，巴基斯坦释放此前被俘的印度空军飞行员阿比南丹·瓦塔曼，并经巴东部旁遮普省拉合尔附近瓦格赫边境口岸移交印方。印度则与巴方共享普尔瓦马袭击遇袭的资料。
3月4日，巴基斯坦海军表示，巴方发现一艘印度潜艇试图进入巴基斯坦水域，随后巴海军派出护卫舰驱离了这艘印度潜艇。巴军随即公布了航拍印度潜艇通气管航行的视频。
3月19日，印度海军证实，印度海军出动数十艘印度军舰，在阿拉伯海北部海域举行了一场大规模海上演习。印度在本次演习中，出动了超日王号航空母舰、核动力潜艇、美制P-8I反潜巡逻机、德里级驱逐舰、加尔各答级驱逐舰和什瓦利克级巡防舰等主力舰艇。印度海军表示，此次演习的目的是“防止、威慑和挫败巴基斯坦在海上领域的任何冒险行为”，迫使巴基斯坦海军不敢前出到公海上。
4月4日，美国《外交政策》杂志援引2名美国政府官员的话报道称，美方日前完成了对巴基斯坦F-16战机的清点。据美方统计，巴基斯坦共有76架F-16战机，其中有13架从约旦购入。美国并未发现巴方F-16战机在此次事件后受到任何损失。

## 各方反应

### 印度
2月26日，曾任印度駐華大使的印度外交秘书顧凱傑向来自美国、英国、俄罗斯、澳大利亚、印度尼西亚、土耳其、中国和六个东盟国家的外交官简要介绍了印度所进行的军事打击行为。顧凱傑表示，印度空軍对穆罕默德軍训练营进行了打擊，以报复稍早前由该组织策划的普爾瓦馬襲擊，他声称，軍事行動的动机還包括“巴基斯坦缺乏反恐行动”以及穆罕默德軍對印度“迫在眉睫的危险”。 他声称空袭导致穆罕默德軍造成大量伤亡，并且选择目标是为了尽量减少情报报告后对平民造成的伤害。印度空军对一个圣战穆罕默德训练营进行了打击，以报复2019年由该组织策划的普瓦玛袭击。他声称，这些袭击的动机是“巴基斯坦缺乏反恐行动”以及恐怖分子的“迫在眉睫的危险”。他還表示，这次軍事行動造成了穆罕默德軍的大量伤亡。
印度媒體亚洲国际新闻（ANI）公布了据称是印方所空襲的穆罕默德軍营地的照片以及武器藏匿处。
2月27日，印度外交部长斯瓦拉吉对中国进行正式访问，并与中国外长王毅、俄罗斯外长拉夫罗夫举行中俄印外长第十六次会晤。印度外长斯瓦拉吉表示，国际社会应遵循联合国宪章的宗旨和原则，恪守国际法和国际关系准则，维护全球和地区的和平稳定。
3月12日，印度国防部长西塔拉曼表示，印方确认了被击落的巴基斯坦F-16战斗机飞行员的身份，而且这架飞机是被印度飞行员阿比南丹·瓦塔曼击落的。西塔拉曼指出，“真相就是，F-16飞行员遭到了村民们的殴打，他们可能错把他当成印度飞行员了。他被送去了医院，但我认为他没能活下来。”
4月5日，针对美国方面调查结果声称巴方F-16战机未受损失，印度空军发布声明重申，印方确实在2月27日的空战中击落了一架来自巴基斯坦的F-16战机。

### 巴基斯坦
巴基斯坦外交部部长沙阿·迈赫穆德·库雷希在伊斯兰堡召开紧急会议，讨论安全局势。巴基斯坦外交部长沙阿·邁赫穆德·庫雷希表示，巴基斯坦保留报复的权利。
巴基斯坦总理伊姆蘭·汗召開紧急会议商討局势。会议结束後，巴基斯坦国家安全委员会（NSC）发表声明，否认印度关于摧毁任何恐怖主义营地的说法。声明称印度这次袭击是“没有道理的”，巴方之后将进行报复。
2月27日深夜，巴基斯坦外长库雷希紧急致电中国国务委员兼外交部长王毅，通报巴印局势最新情况，希望中方继续为缓和当前紧张局势发挥建设性作用。3月1日，巴基斯坦外长库雷希与俄罗斯外长拉夫罗夫展开沟通。巴基斯坦外长库雷希表示：“巴基斯坦愿意进行缓解局势的谈判。”
3月5日，巴基斯坦内政部发言人表示，巴基斯坦已拘捕44名与“穆罕穆德军”（JeM）有关的人士，其中包括该组织领导人马苏德·艾孜哈尔（Masood Azhar）的两名近亲属。
4月5日，针对美方关于巴军F-16战机疑似被击落事件的调查结果，巴基斯坦军方发言人阿西夫·加福少将在推特称，“真相总是占上风。是时候让印度对错误主张和实际损失说实话了。”

### 其他国家
- 中國：
  - 中国外交部发言人陸慷表示，“我们希望印度和巴基斯坦能够克制，并采取有助于稳定该地区局势改善相互关系的行动”[71]。
  - 中国国务委员兼外交部长王毅在回答记者有关印巴局势的提问时表示，“中方对当前印度和巴基斯坦出现的紧张局势表示忧虑，希望双方保持克制，避免局势进一步升级”[48]。并表示中方愿为此发挥建设性作用[48]。

- 美国国务卿邁克·蓬佩奧称此次印度空襲是“反恐行动”，并重申了美印关系。他要求印巴雙方保持克制[72]。

- 谴责普尔瓦马袭击事件，并要求巴基斯坦打击在其领土上活动的恐怖分子。它还要求印度和巴基斯坦双方克制，不要采取可能危及和平的行為[73]。

- 法國要求印度和巴基斯坦保持克制，法方支持印度打击恐怖主义的行动，并要求巴基斯坦停止允许其领土被恐怖分子利用[74]。

- 伊斯兰合作组织谴责印度对巴基斯坦的空袭，并呼吁印度和巴基斯坦保持克制[75]。